# Conotrachelus marmoreus
Conotrachelus marmoreus – gatunek chrząszcza z rodziny ryjkowcowatych.

## Zasięg występowania
Ameryka Południowa, występuje w Brazylii.

## Budowa ciała
Ciało nieco wydłużone, owalne w zarysie. Przednia krawędź pokryw nieznacznie szersza od przedplecza, obie te części ciała punktowane.
Głowa i przedplecze czarne z kępkami pomarańczowej szczecinki na przedpleczu. Pokrywy brązowe z jaśniejszymi i czarnymi plamami.